# Plagiognathus piceicola
Plagiognathus piceicola är en insektsart som beskrevs av Schuh 2001. Plagiognathus piceicola ingår i släktet Plagiognathus och familjen ängsskinnbaggar. Inga underarter finns listade i Catalogue of Life.